# Reforma electoral (Perú)
Está en debate la reforma electoral y política de Perú que propone un conjunto de leyes para fortalecimiento del sistema de partidos políticos y sistema electoral. La iniciativa propone una nueva ley de partidos políticos, nueva ley de derechos de participación ciudadana y control ciudadano, código electoral y código procesal electoral.
En noviembre del 2011, el Jurado Nacional de Elecciones presentó al Congreso los proyectos de Nuevo Código Electoral y Nuevo Código Procesal Electoral.
En mayo del 2013, la ONPE y el Reniec presentaron al Congreso los proyectos de la Nueva Ley de Partidos Políticos y la Nueva Ley de Participación y Control Ciudadanos.
Una encuesta realizada en junio de 2015, a nivel nacional por Ipsos, solo el 16% aprueba el Gobierno y 11% aprueba el Congreso de la República. En septiembre de 2015, el 84% desconfía en el Congreso de la República, 82% en los partidos políticos y 73% en el poder ejecutivo.
En el 2017, la subcomisión de reforma electoral aprobó por unanimidad el predictamen.
Varias organizaciones y personalidades han expresado públicamente su postura a favor de la reforma electoral. Entre ellos se pueden mencionar al artista Fernando de Szyszlo, el periodista Augusto Álvarez Ródrich, RPP y Asociación Civil Transparencia.

## Leyes aprobadas
- Aumento de requisitos para plantear la revocación de alcaldes y gobernadores
- Medidas para evitar el voto golondrino[14]
- Curul vacía[15]
- No reelección inmediata de alcaldes y presidentes regionales.[16]

### Creación de ventanilla única
Mediante esta ley de la ventanilla única los personeros de los partidos políticos podrán conocer los antecedentes de las personas que deseen presentar su candidatura a cargos de elección popular. La información brindada será sobre órdenes de captura nacional e internacional vigentes o pasadas, antecedentes de sentencia condenatorias, deudas por tributos, contribuciones, tasas municipales, deudas con la Sunat y al registro de deudores alimentarios. La ley se aprobó en el Congreso el 3 de marzo de 2015.
Según el JNE, en las elecciones regionales y municipales alrededor de 2 000 candidatos tenían antecedentes penales.

## Proyectos
- Sanciones al transfuguismo
- Elecciones congresales en la segunda vuelta electoral presidencial: En septiembre de 2015 a nivel nacional por IPSOS mostró un 68% de la elección de los congresistas se realicen en la segunda vuelta presidencial.[22]
- Distrito uninominales para la elección congresal.[23]

### Fragmentación política
- Alianza electorales: Elevar la valla congresal para las alianzas electorales con el 5% de los votos.[24]

### Democracia interna
Según GFK mostró un 52% a favor que los militantes participan en
una elección interna para designar a sus candidatos. En las elecciones del 2011, una agrupación política eligió al candidato para la presidencia o vicepresidencia por elección interna de los afiliados (PPC) y 5 para candidatos al congreso (Acción Popular, Democracia Directa, APRA, Partido Humanista y Somos Perú).
- Alternancia de género

#### Eliminación del voto preferencial
Según el Instituto Integración sin el voto preferencial se fomenta la disciplina partidaria, favorece a los candidatos más aptos bajo la democracia interna sólida, fomenta listas más equilibradas por edad, género y etnia y reduce los votos nulos y simplifica el proceso electoral. En cambio, con el voto preferencial los electores tienen mayor poder de decisión y evita la movilización dentro del partido. Asimismo genera competencia entre los candidatos del mismo agrupación política, genera campañas paralelas y problemas en el control financiero.
Una encuesta realizada en agosto de 2015 a nivel nacional por GFK mostró un 41% a favor de la eliminación del voto preferencial. En septiembre de 2015 a nivel nacional por IPSOS mostró un 52% de la eliminación del voto preferencial y la elección de candidatos al congreso por elecciones internas.
Las organizaciones políticas a favor de la eliminación del voto preferencial son: Acción Popular, Partido Nacionalista y Perú Posible. En contra de la eliminación son: Partido Aprista y Somos Perú.

#### Organización y fiscalización por parte de los organismos electorales
Una encuesta realizada en marzo de 2014 a nivel nacional por GFK mostró un 76% está a favor de que los organismos electorales ﬁscalicen las elecciones internas de los partidos políticos. En septiembre de 2015 a nivel nacional por IPSOS mostró un 85%.

### Financiamiento a los partidos políticos
Actualmente la máxima sanción ante faltas en los reportes de ingresos y gastos es económica.
Una encuesta realizada en diciembre de 2014 a nivel nacional por Instituto Integración mostró un 22% cree que las organizaciones políticas son financiadas con dinero ilícito. Según la ONPE, varios partidos no han identificado a sus aportantes. Los partidos que presentaron irregularidades en la financiación son: Partido Nacionalista, Fuerza Popular, Perú Posible, Solidaridad Nacional y Restauración Nacional.
La Unidad de Inteligencia Financiera propuso la bancarización obligatoria de los aportes a los partidos políticos. Asimismo, la ONPE propuso la creación de un fondo de donaciones privadas y del estado distribuyan en igualdad a todos los partidos.
En septiembre de 2015 a nivel nacional por IPSOS mostró un 48% a favor de la financiación por parte del estado a los partidos con el objetivo de fortalecer la democracia y evitar el dinero ilícito.
- Ventanilla única de aportantes a las campañas electorales
- Tope de gastos campañas electorales[42]

| Financiamiento publico a los partidos políticos | Financiamiento publico a los partidos políticos |
| Actual | Proyecto                                        |
| --- | ----------------------------------------------- |
| - La sanción por incumplir la presentación de la contabilidad de ingresos y gastos anuales es con la pérdida del financiamiento público directo (actualmente no se aplica). - La multa por recibir contribuciones de fuente prohibida u omite o adultera sus ingresos o gastos en la información financiera anual es no menor de 10 veces ni mayor de 50 veces el monto de la contribución recibida. - La multa es de 10 a 30 veces cuando se acredite la existencia de aportaciones individuales anuales superiores a 60 UIT. |                                                 |

### Candidatos
Hoja de vida: Según GFK mostró un 90% a favor que los candidatos presenten obligatoriamente sus ingresos, gastos, rentas y tenencia de
bienes antes de las elecciones.
- Impedimento para postular a cargo de elección popular con antecedentes penales o condenas vigentes.[44] Una encuesta realizada en septiembre de 2015 a nivel nacional por IPSOS mostró un 50% a favor de prohibir a las personas que sean sentenciadas sean candidatas.[22]